# Lander Wantens
Lander Wantens (Aalst, 10 augustus 1991) was een Belgisch voormalig politicus voor Groen. Wantens werkt als projectcoördinator bij Natuurpunt. Daarnaast is hij fractieleider voor Groen Aalst. Groen Aalst groeide uit van 2 naar 5 zetels in de gemeenteraad van Aalst onder zijn lijsttrekkerschap.